# San José Chapayal
San José Chapayal es una localidad del estado mexicano de Chiapas. Es parte del municipio de Pueblo Nuevo Solistahuacán.

## Toponimia
El nombre «San José» hace referencia al santo patrono de la localidad: José de Nazaret.

## Demografía
| Gráfica de evolución demográfica |
|                                  |

| Censo | Población |
| ----- | --------- |
| 1930  | 302       |
| 1940  | 340       |
| 1950  | 511       |
| 1960  | 836       |
| 1970  | 642       |
| 1980  | 761       |
| 1990  | 1 215     |
| 2000  | 1 678     |
| 2010  | 2 059     |
| 2020  | 2 350     |